# Med (fordonsteknik)

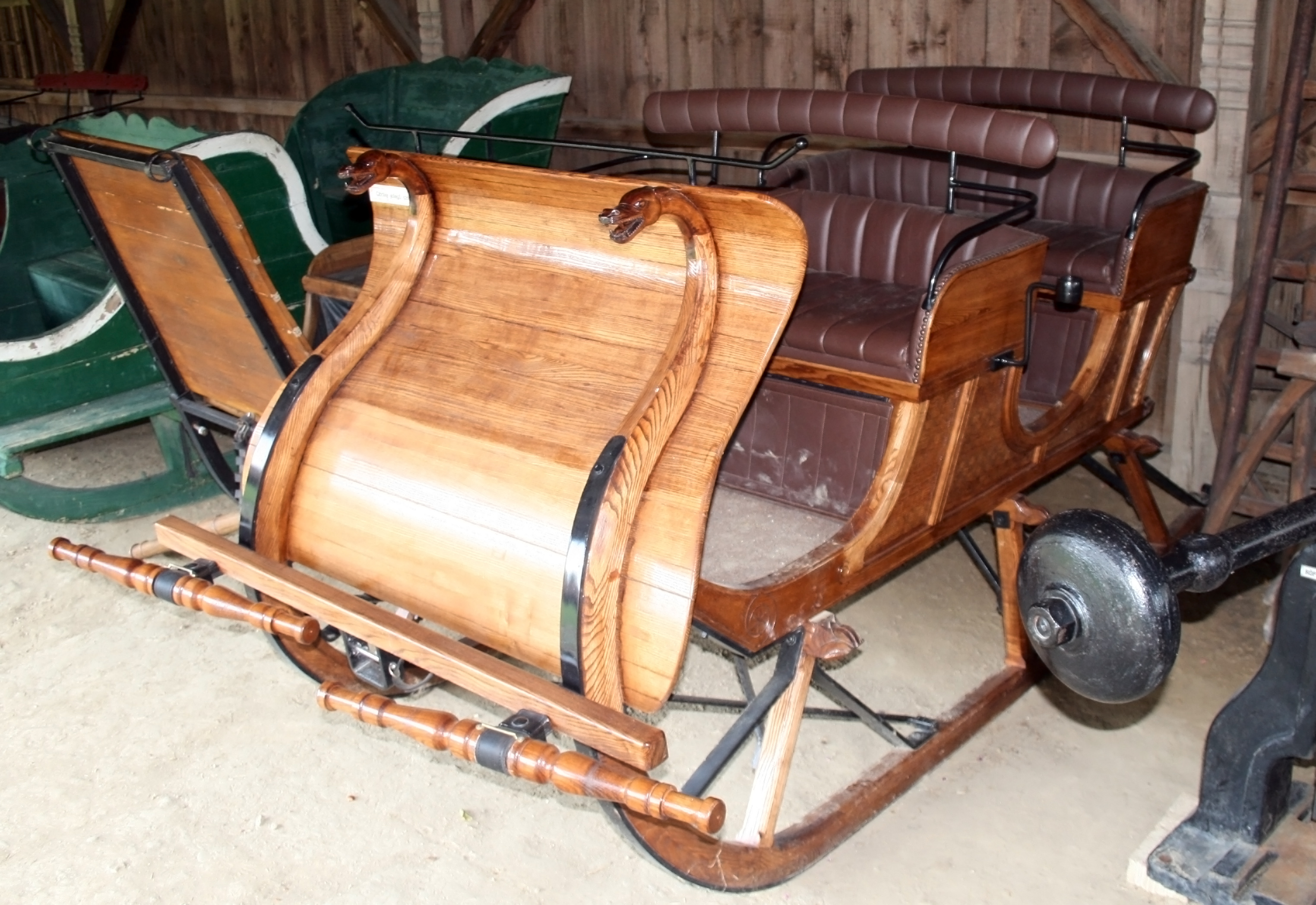
En släde med två medar av trä klädda med metall.

En med är underdelen av en kälke, släde, sparkstötting eller liknande och är avsedd att glida mot underlaget. Oftast finns det två medar. En med brukar vara gjord av trä, plast, dock vanligast av metall, ofta stål, och är relativt smal och hög. Framändan brukar vara uppsvängd för att underlätta framkomligheten på ojämnt underlag. Medens funktion är att utöva ett kraftigt tryck på en liten kontaktyta av is eller snö så att vattnet smälter och bildar en tunn flytande film som kraftigt minskar friktionen mot underlaget, vilket gör att meden lätt glider fram.
Den medliknande delen under en skridsko för åkning på is kallas skena.